# 6e méridien est
Pour les articles homonymes, voir 6e méridien.
En géographie, le 6e méridien est est le méridien joignant les points de la surface de la Terre dont la longitude est égale à 6° est.

## Géographie

### Dimensions
Comme tous les autres méridiens, la longueur du 6e méridien correspond à une demi-circonférence terrestre, soit 20 003,932 km. Au niveau de l'équateur, il est distant du méridien de Greenwich de 668 km,.
Avec le 174e méridien ouest, il forme un grand cercle passant par les pôles géographiques terrestres.

### Régions traversées
En commençant par le pôle Nord et descendant vers le sud au pôle Sud, Le 6e méridien est passe par:
| Coordonnées         | Pays, Territoire ou Mer | Notes |
| ------------------- | ----------------------- | --- |
| 90° 00′ N, 6° 00′ E | Océan Arctique          | |
| 81° 19′ N, 6° 00′ E | Océan Atlantique        | |
| 62° 29′ N, 6° 00′ E | Norvège                 | Commençant à Godøya sur Møre og Romsdal. Finissant au sud de Eigersund sur Rogaland.                                                    |
| 58° 25′ N, 6° 00′ E | Mer du Nord             | |
| 53° 24′ N, 6° 00′ E | Pays-Bas                | Passe juste à l'est de Apeldoorn et Arnhem                                                                                              |
| 51° 50′ N, 6° 00′ E | Allemagne               | Sur environ 10 km |
| 51° 44′ N, 6° 00′ E | Pays-Bas                | |
| 51° 05′ N, 6° 00′ E | Allemagne               | Sur environ 11 km |
| 50° 59′ N, 6° 00′ E | Pays-Bas                | |
| 50° 48′ N, 6° 00′ E | Allemagne               | Sur environ 2 km, passe juste à l'ouest d'Aix-la-Chapelle                                                                               |
| 50° 47′ N, 6° 00′ E | Pays-Bas                | Sur environ 4 km |
| 50° 45′ N, 6° 00′ E | Belgique                | |
| 50° 11′ N, 6° 00′ E | Luxembourg              | passe juste à l'ouest de la ville de Luxembourg                                                                                         |
| 49° 27′ N, 6° 00′ E | France                  | Passe dans Besançon |
| 46° 14′ N, 6° 00′ E | Suisse                  | Sur environ 9 km, just west of Genève                                                                                                   |
| 46° 09′ N, 6° 00′ E | France                  | Rencontre la Mer Méditerranée juste à l'est de Toulon                                                                                   |
| 43° 06′ N, 6° 00′ E | Mer Méditerranée        | |
| 36° 51′ N, 6° 00′ E | Algérie                 | |
| 19° 36′ N, 6° 00′ E | Niger                   | |
| 13° 42′ N, 6° 00′ E | Nigeria                 | |
| 4° 19′ N, 6° 00′ E  | Océan Atlantique        | Passe juste à l'ouest de l'île de São Tomé, Sao Tomé-et-Principe Passe juste à l'est de l'île de Province d'Annobón, Guinée équatoriale |
| 60° 00′ S, 6° 00′ E | Océan Austral           | |
| 70° 01′ S, 6° 00′ E | Antarctique             | Terre de la Reine-Maud, revendiquée par la Norvège                                                                                      |